# 庄里镇 (富平县)
庄里镇是陕西省渭南市富平县的一个镇。面积98平方公里。

## 区划
辖23个村，126个村民小组，3个社区，总人口6.38万

## 简史
明代洪武三年，设集立镇，始称庄里镇。抗日战争初期，八路军曾在此誓师抗日。

## 物产
柿饼、 富平墨玉、石灰石等。

## 交通
咸铜铁路、渭铜公路等。